# Ambattur
Ambattur é uma cidade e um município no distrito de Thiruvallur, no estado indiano de Tamil Nadu.

## Geografia
Ambattur está localizada a 13° 06′ N, 80° 10′ L. Tem uma altitude média de 17 metros (55 pés).

## Demografia
Segundo o censo de 2001,  Ambattur  tinha uma população de 302,492 habitantes. Os indivíduos do sexo masculino constituem 52% da população e os do sexo feminino 48%. Ambattur tem uma taxa de literacia de 70%, superior à média nacional de 59.5%; com 54% para o sexo masculino e 46% para o sexo feminino. 10% da população está abaixo dos 6 anos de idade.